# 陈离
陈离（1892年5月18日—1977年5月3日），字显焯，号静珊，男，四川安岳城南街人，中华民国中将。第一届全国人大代表。第四届全国人大代表。

## 生平
父陈世权 (号允儒) 以教书为业。1911 年，陈离毕业于安岳县立高小。辛亥革命爆发，和胞弟陈谷生赴重庆参加学生军。重庆独立成立蜀军政府，创办蜀军将弁学堂，陈离报考被录取。1912年春，成、渝两军政府合并，蜀军将弁学堂并入成都的四川陆军军官学堂，转入该校炮科第三期学习。1915年毕业，分发在刘存厚部川军第二师见习，后升排长。1917年，第二师独立旅长邓锡侯驻眉山，因无机炮，由师长调拨山炮一尊及士兵数十人，由陈离率领到眉山归邓锡侯旅指挥。陈离被编入邓旅陈光仁团李家钰第三营，任十二连连长。随四川军阀混战，陈离不断升迁，到1925年出任陆军第三师第十旅旅长，辖4个团，并划有新都、广汉两县为防地。
大革命失败后，陈离约集共产党员陈晓岚、邓作楷、罗志方及进步人士钟克容、曹仲英等，在陈部建立政治训练委员会来改造这支旧军队。1928年中共地下党组织在部队里建立了中共党组织，团长陶凯、营长刘的均、曾学圃及许多士兵被发展成共产党员。1930年10月25日，“立三路线”指导下中共川西特委决定在广汉的陈旅发动起义，并规定只要陈旅士兵、不准军官参加，在党内引起混乱。部队起义后改编为红军，由徐昭俊任司令，刘连波任政委，率部队转攻绵竹，沿途遭到田颂尧第二十九军部队攻击逃散。陈离在成都赶回广汉，由于陈旅发生“广汉兵变”重大事件，陈离遭到各方攻击，得上级第二十八军军长邓锡侯的信任和谅解，给陈离“撤职留任，戴罪图功”的处分。1934年，中共上海局军委刘仲华、王世英派曾学圃、周俊烈来成都，与陈离恢复关系。陈离接受中共上海局交给他的搜集军事情报和以经济支援革命的任务。因曾学圃在兵变已暴露身份不宜留成都，陈离出经费送曾到重庆办大众鞋店作掩护，布置川东地区的情报网；又将周俊烈安排在成都博济医院，负责川西地区的情报网，搜集各方情报转中共上海局。陈离给上海汇款2万元，交王世英作为党的活动经费。1936年，中共上海局的王世英派张晓峰到成都与陈离联系，提出当前的工作：分化川军、说服川军不要为蒋介石利用进攻长征的红军。陈离接受任务，向川军将领宣传中共中央的抗日民族统一战线政策，使萧克率红二、六军团顺利通过川境。
1937年抗战爆发后，任127师师长，随第二十二集团军邓锡侯总司令出川抗日。张晓峰奉中共中央之命先到八路军西安办事处向林伯渠汇报。陈离率部到达西安后，张安排林伯渠与陈离会见，商谈国共合作抗日等问题。部队到达太原后，陈离与八路军太原办事处处长彭雪枫接上头。太原保卫战结束后，1937年11月12日，陈离率部到山西洪洞县整训部队，张晓峰到八路军总部向联络部长王世英汇报情况，王又详细向朱德司令报告了自1927年以来，陈离与中共党组织的密切关系。朱德听了很高兴，立即到127师师部看望陈离，又去看望邓锡侯。次晨，陈离到八路军总部，会见周恩来、彭德怀、任弼时等。1938年1月，第二十二集团军调津浦线北段防守，陈离率军进驻滕县，升任第四十五军副军长兼127师师长，并任前敌总指挥。3月16日，日军进攻滕县，陈离所部在南沙河与日军相遇，激战中右腿负重伤。
1938年7月，陈离伤愈返回部队驻地湖北老河口，在第四十五军政治部工作的中共党员胡春浦、易野源与陈离取得联系。陈离在驻地到新四军豫鄂边区挺进纵队住6天，共商合作抗日工作和互通情况。1939年9月中旬，中共中原局派黄宇齐为特派员到襄樊的第二十二集团军开展工作，陈离留黄宇齐在师部，委为副官处书记官，主要从事政治情报和接济新四军军用物资工作。当时，新四军第五师急需电台和军用地图，陈离冒风险秘密将一部15瓦电台和有关军用地图交中共随县地委书记顾大椿运去。1939年冬天，又送新四军1000套棉军装和2000元。1939年底，黄宇齐从中原局汇报回来时，陈离提出加入中国共产党的要求。黄第二次回鄂中汇报，中原局代理书记朱理治与李先念、陈少敏等讨论后，朱理治对黄宇齐说：“陈离是党的最忠诚的朋友，政治上坚定不移，完全够入党的条件；但是，由于他的地位很重要，作用很大，为了他的安全隐蔽，长期为我党作秘密工作，以不入党，不是党员为好。”黄宇齐将以上意见回复了陈离，他表示接受，愿努力加强与中共的合作。1940年5月，中共中原局友军工作部部长向迺光（即项乃光）叛变，供出黄宇齐、张晓峰等，同时也暴露了陈离。陈离掩护黄、张逃走后，被调重庆中央訓練團受训，毕业后免去他的军职。
1943年9月，川康绥靖公署主任兼四川防空司令邓锡侯委陈离为四川防空副司令。1944年四川省政府主席张群为与邓锡侯拉关系，知道陈离是邓信任的老部下，故委陈离任成都市长。1946年张要陈离查封进步报纸《华西晚报》，陈离以证据不足拒绝，结果张群以他办兵役不力为由，撤去陈离成都市长职。1947年6月2日，邓锡侯就任四川省政府主席，任命陈离到泸州为第七行政督察区专员，陈离找中共川康特委书记蒲华辅商议，派遣中共党员3人随他到泸州工作。陈在泸州做了大量掩护接济华蓥山游击队的工作。1949 年1月蒲华辅叛变，蒲供出在陈离处的中共党员以及与陈的关系，陈离急忙通知随同工作的三位中共党员转移。由邓锡侯出面说情，陈离只给撤职处分，免予逮捕。。撤职后，陈离回到成都，在特务的监视之下，秘密进行策动刘文辉、邓锡侯、潘文华的反蒋起义工作。1949年12月11日刘文辉、邓锡侯在彭县通电起义，陈离为主要策划、推动人。
中华人民共和国成立后，1951年加入民革。任西南军政委员会委员兼西南水利部副部长、1952年秋以水利干部训练班为基础在重庆朝天门对岸的玄坛庙创建了西南水利学校，并任校长。经过陈离的多方奔走，全校师生搬迁到沙坪坝新校址。西南军政委员会改为西南行政委员会，西南水利部撤销，成立水利部长江水利委员会上游工程局，陈离被任命为西南行政委员会委员兼长江水利委员会上游工程局局长。1954年，西南水利学校更名为水利部重庆水利学校，陈离不再兼任校长。1955年撤销长委上游工程局，陈离被调往湖北省武汉市任水利部长江水利委员会副主任委员，兼长江流域规划办公室副主任。1956年4月，陈离当选为民革武汉市第二届委员会副主委；5月陈离推动成立民革武汉市社会联系工作委员会。1957年陈离兼任武汉市政协副主席。1958年9月，民革武汉市第三届代表大会召开，陈离当选为民革武汉市第三届委员会主委。1958年，调任湖北省副省长。1959年9月，调任林业部副部长，部长刘文辉。1977年5月3日，在北京病逝。民革第三届中央候补委员，第四届中央委员兼对台工作组组长。